# FLUX樂團
FLUX是一個來自台灣的搖滾樂團，成員有黃勤鐘、梁恩智、李政德一共三人，於2012年組團，經歷2013年海洋音樂祭中獲得海洋之星，2014年發行首張錄音室作品《Too Young To Die》後，這隊電子搖滾的組合已經成為現場演出的開趴必備配方，他們於2016年發行首張專輯《多元觀點》。

## 音樂作品

### 錄音室專輯
| 發行年分 | 發行日期     | 專輯名稱     | 唱片公司                     | 銷售量 |
| 2016年   | 2016年7月1日 | 《多元觀點》 | 禾廣娛樂股份有限公司（製作） |        |

## 獎項
- 2013年 貢寮國際海洋音樂祭海洋獨立大賞 海洋之星
- 2013年 ICRT Battle of The Bands Competition冠軍
- 2014年 The Next Big Thing 年度十大新團

## 連結
- YouTube上的
- FLUX樂團的Facebook專頁